# Boostervaccinatie
Een boostervaccinatie, boosterinenting, boosterprik of soms kortweg booster is een extra inenting die volgt op een eerdere inenting, en wordt gebruikt om de werking van een eerdere inenting (of serie van inentingen) te verbeteren.
De boostervaccinatie wordt gegeven middels de injectie van een vaccin in het lichaam. Door deze extra inenting wordt het lichaam opnieuw gestimuleerd om antistoffen te maken ter voorkoming van een infectieziekte. Afhankelijk van het vaccin kan de dosis van een booster afwijken van de dosis van het voorgaande vaccin.
In 2022 werden boostervaccinaties van het COVID-19-vaccin ingezet in de strijd tegen de coronapandemie.